# Rögnitzniederung
Rögnitzniederung este o arie protejată (arie specială de conservare — SAC, sit de importanță comunitară — SCI) din Germania întinsă pe o suprafață de 582 ha, integral pe uscat.

## Localizare
Centrul sitului Rögnitzniederung este situat la coordonatele 53°15′55″N 11°02′43″E / 53.2653°N 11.0453°E.

## Înființare
Situl Rögnitzniederung a fost declarat sit de importanță comunitară în aprilie 2004 pentru a proteja 4 specii de animale. Situl a fost protejat și ca arie specială de conservare în august 2016.

## Biodiversitate
Situată în ecoregiunea continentală, aria protejată conține 1 habitat natural: Lacuri eutrofice naturale cu vegetație de tip Magnopotamion sau Hydrocharition.
La baza desemnării sitului se află mai multe specii protejate:
- mamifere (2): castor (Castor fiber), vidră de râu (Lutra lutra)
- pești (2): zvârluga (Cobitis taenia), țipar (Misgurnus fossilis)